# 东方草莓
东方草莓（学名：Fragaria orientalis）为蔷薇科草莓属的植物。分布在朝鲜、俄罗斯、蒙古以及中国大陆的黑龙江、山西、辽宁、吉林、陕西、内蒙古、青海、甘肃、河北等地，生长于海拔600米至4,000米的地区，多生于山坡草地以及林下，目前已由人工引种栽培。
其种加词“orientalis”意为“东方的”。

## 形态
东方草莓属多年生草本植物，长有长匍匐状茎，生长有柔毛。三出复叶，小叶近无叶柄，呈卵形或菱状卵形，少数倒卵形，长2.5—5厘米，宽1.5-3.5厘米，先端圆形或近圆形，茎基部呈楔形，边缘有缺刻状锯齿，上面散生柔毛，下面灰绿色，有柔毛，有细长叶柄，生长有柔毛。花序呈伞状，花托近拟球形，有柔毛，果实为肉质多浆；花梗长0.5-1.5厘米，生长有柔毛；有苞片；花白色，直径约1.5厘米；副萼片比主萼裂片较小
。

## 异名
- Fragaria orientalis Lozinsk. var. concolor (Kitag.) Liou et C. Y. Li

### 引用
1. ↑  http://www.cvh.org.cn/lsid/index.php?lsid=urn:lsid:cvh.org.cn:names:cnpc_28793&vtype=img,spm,ref,link, 东方草莓 中国数字植物标本馆

### 网页
- 中国科学院昆明植物研究所. . 《中国高等植物数据库全库》. 中国科学院微生物研究所.   [2009-02-25]. （原始内容存档于2014-12-04）.